# Teatro Bol'šoj Kamennyj
Il teatro Bol'šoj Kamennyj (in russo Большой каменный театр?) è stato un teatro di San Pietroburgo in Russia, che si trovava sulla Teatral'naja Ploščad'.

## Storia

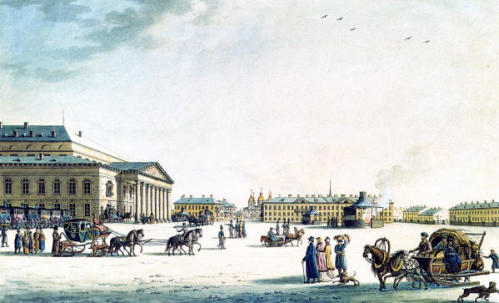
Il teatro Bol'šoj Kamennyj

Fu costruito nel 1783, su progetto di Antonio Rinaldi, in stile neoclassico. Realizzato in pietra (kamen in russo) venne ricostruito nel 1802 da Jean-François Thomas de Thomon ed ancora nel 1818, dopo un incendio. Nel 1836 venne ristrutturato per poter accogliere le moderne macchine di scena.
Fino al 1886 ospitò le compagnie del Balletto imperiale e dell'Opera imperiale.
In questo teatro ebbero la prima esecuzione opere come Una vita per lo Zar di Glinka (rinominata nel periodo sovietico Ivan Susanin) il 9 dicembre 1836 per l'inaugurazione del teatro alla presenza dello zar Nicola I di Russia e Ruslan e Ljudmila il 9 dicembre 1842. Molti balletti con le coreografie di Marius Petipa, Jules Perrot e Arthur Saint-Léon vennero rappresentati in questo teatro, ma a partire dal 1860, a seguito dell'apertura del teatro Mariinskij vi fu lo spostamento del teatro imperiale d'opera nel nuovo teatro. Nel 1886, anche gli spettacoli di balletto vennero spostati al teatro Mariinskij.
Il  teatro Bol'šoj Kamennyj venne quindi demolito per lasciare posto al conservatorio Rimski-Korsakov.

## Prime importanti
Opere
- 1836: Una vita per lo Zar di Michail Ivanovič Glinka
- 1842: Ruslan e Ljudmila di Michail Ivanovič Glinka
- 1862: La forza del destino di Giuseppe Verdi

Balletti
- 1862: La Fille du pharaon, coreografia di Marius Petipa, musica di Cesare Pugni
- 1877: La Bayadère, coreografia di Marius Petipa, musica di Léon Minkus